# Albert Gallatin

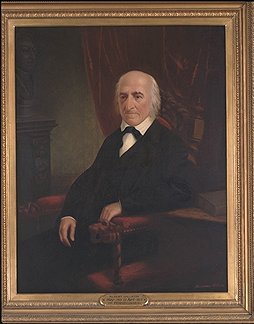
Porträtt av Albert Gallatin.

Abraham Alfonse Albert Gallatin, född 29 januari 1761 i Genève i Schweiz, död 12 augusti 1849 i Astoria i Queens, New York, var en schweizisk-amerikansk etnolog, lingvist, politiker och diplomat.
Gallatin utvandrade 1780 från Schweiz till Nordamerika. Efter 1784 var han bosatt i Pennsylvania. Som republikan var han 1795–1801 medlem av representanthuset, och 1801–1813 unionens finansminister. Som sådan lade han stor skicklighet i dagen; särskilt arbetade han med att minska unionens skulder. 1814 var han fredsunderhandlare i Gent, och 1816–23 amerikanskt sändebud i Paris.
Gallatin var tillsammans med Richard Rush USA:s förhandlare i det Anglo-Amerikanska fördraget 1818. Han var en betydande ledare av det demokratisk-republikanska partiet i USA, kongressledamot från Pennsylvania och USA:s långvarigaste finansminister. Han spelade också en central roll i grundandet av New York University.